# أديمي
أديمي (بالفارسية: ادیمی) هي مدينة تقع في الجزء الأوسط من مقاطعة نيمروز، محافظة سيستان وبلوشستان، في إيران. يقدر عدد سكانها بـ 2,974 نسمة .